# Colobopsis schmitzi
Colobopsis schmitzi is een mierensoort uit de onderfamilie van de schubmieren (Formicinae). De wetenschappelijke naam van de soort is voor het eerst geldig gepubliceerd in 1933 door Stärcke. De soort is een nepenthebiont, daar de mieren uitsluitend in de ranken van de bekerplant Nepenthes bicalcarata leven. De mieren voorzien de plant van voedingsstoffen uit gedode insectenlarven. Deze vorm van mutualisme wordt myrmecotrofie genoemd.